# 相沢良

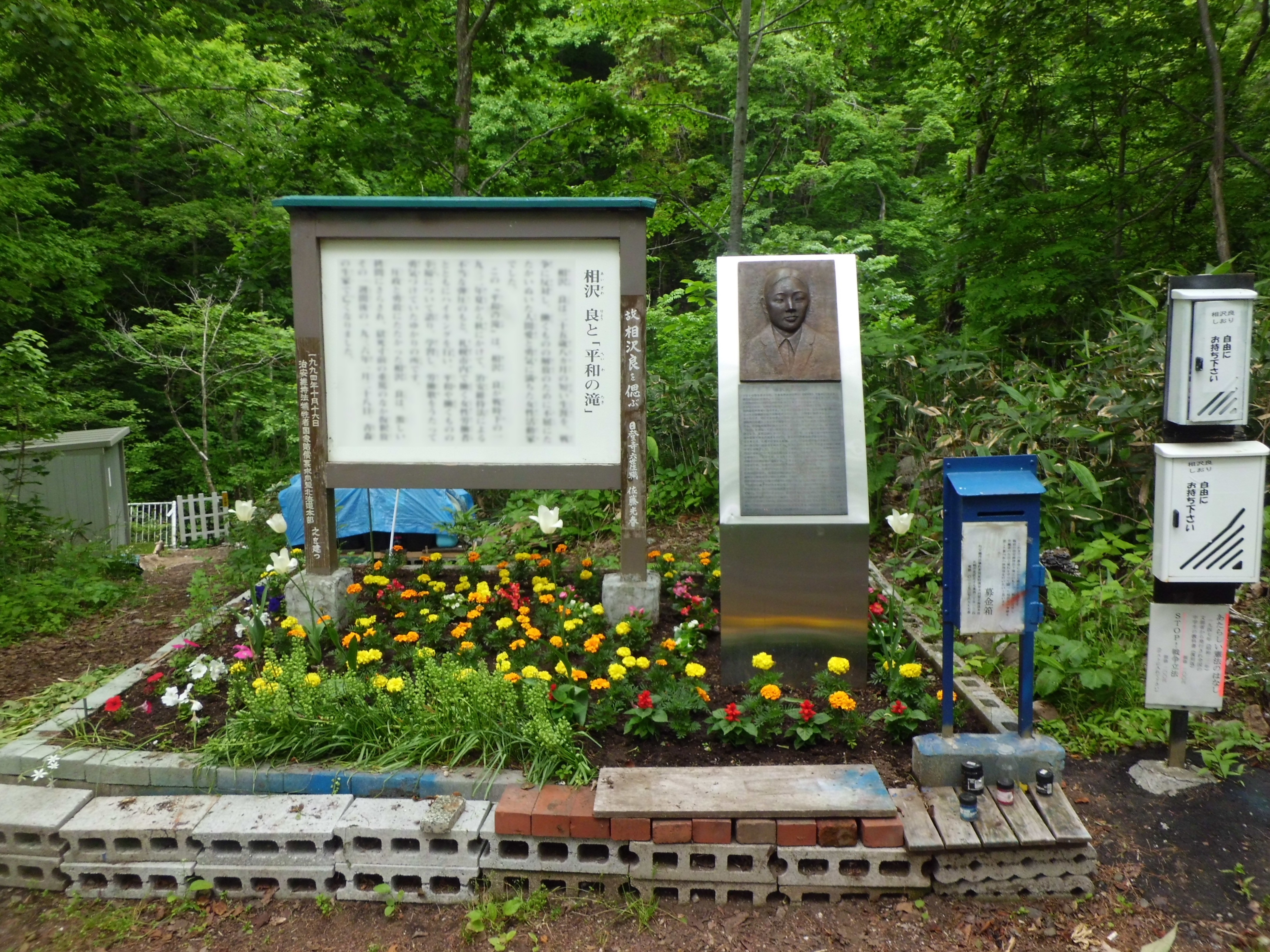
平和の滝 記念碑

相沢 良（あいざわ りょう、明治43年〈1910年〉5月15日 - 昭和11年〈1936年〉1月28日）は、日本の女性平和運動家、共産党活動家。

## 来歴

### 少女時代
青森県南津軽郡野沢村（現在の青森県青森市）吉野田字木戸口2番地に生まれる。相沢家は3代続く藩医の家であった。家族は、父・武良、母・秀、祖母、姉・千代、妹・京、弟・企救麿。父の助手や看護婦も住み込みで働いていた。
1923年（大正12年）4月、県立青森高等女学校に進学。小学生当時の相沢良は、2つ年長の青森高女の姉・千代と同級生で仲の良い淡谷のり子が遊びに来ていて、出会っている。
1927年（昭和2年）3月卒業後、英語を習得するため黒石の親戚の家から弘前女学校に1年間通う。夏休みには、黒石でのエスペラント語の学習会に参加した。このころから社会主義思想に傾倒する兆しを見せ、父が心配して様子をうかがいに来たこともあった。

### 医専時代
1928年（昭和3年）4月、帝国女子医学専門学校に進学。夏休みが終わると、学生運動や当時すでに非合法とされた社会科学の研究会に参加する。また、秋にはエスペラント語のサークルを結成している。
1929年（昭和4年）、2年次に進級した良は学内の日本共産青年同盟（共青）班で一番の活動家となっていた。だがこの年に起きた四・一六事件によって共産党中央組織が壊滅したため、活動の中心課題は工場内に共青班をつくることに移行した。10月から翌年1月にかけて、良はカンパ資金を街頭で党員に手渡す任務を担っている。また、下宿に同志をかくまってもいた。
1930年（昭和5年）、3年在籍時に退学処分を受ける。このころの良の活動はすでに学外が中心で、青森無産青年同盟に共青の準機関紙『無産青年新聞』を送付していた。退学後は目黒駅近くに下宿して横浜の紡績保土ヶ谷工場の女工となり、日本労働組合全国協議会（全協）日本繊維労保土ヶ谷分会を組織する。

### 検挙と釈放
1931年（昭和6年）1月、工場での活動のため戸部警察署に検挙される。その後の取調べで良家の子女であることが判明したため1か月ほどで釈放され、父に引き取られる。五林平の実家では、自分ひとりだけ同志より早く解放されたことに悩み、4月上旬まで五所川原市の親戚に預けられる。
6月中旬に東京へ戻ると、北千住の宇佐美紙器工場で働くが、7月下旬に五郷村青年訓練所ストライキの首謀者として上野憲兵隊に検挙され、青森県警察特別高等課に引き渡される。しかし良はこの件とは無関係であり、8月下旬に浪岡警察署から釈放される。
9月18日以降、姿をくらました良は青森市を中心に地下活動を行うが、特高の捜査の手が伸びてきたため、札幌で暮らす姉・高松千代を頼ることに決める。

### 札幌時代
1932年（昭和7年）1月、良は姉の家に同居しながら、映画会を通じて同志となる佐藤千代・松島（柄沢）とし子と知り合いになる。
3月からは姉の家を出て転居を重ねつつ、4月上旬には東京の共青中央部に出向いて青森県オルグに任命され、『無産青年新聞』などの機関紙配布組織再建に従事する。
一方で札幌においては、7月ごろ佐藤千代とともに、苗穂の古谷製菓工場の女性労働者や陸軍糧秣支廠札幌派出所の保育士らを組織している。古谷製菓工場の女性たちとは、3回ほど平和の滝近くでハイキングを行っており、これが後にその地に記念碑が立てられる契機となった。
10月、全協札幌地区協議会準備会が開催される。委員長兼書記局長は樋口鶴雄だったが、協議会の実質的な責任者は常任書記の良だった。松島と佐藤も常任委員に名を連ねている。翌年1月には、もともとの産別責任担当（繊維・化学・食糧）に加えて財務部長と組織部配布係をも兼任するようになったため、良の活動は多忙を極めた。

### 投獄と死
1933年（昭和8年）4月4日夜、道警により検挙され、拷問による取調べを受ける。翌朝には美唄警察署に送られて引き続き拷問を受け、8月上旬に札幌刑務所兼拘置所に移送される。9月に起訴され、翌1934年7月27日、札幌地方裁判所で懲役4年の判決を受ける。控訴したものの第二審でも同じ判決となり、上告はせず刑に服する。
1936年（昭和11年）1月中旬、姉が面会に来たときの良は、1か月近く食事ができずにやせ細り、高熱に苛まれていた。「出してもらうには、これまでの所業が悪かったと言わなければならない。でもそれでは皆に語ったことが嘘になってしまう。だからここで死のうと思っている」と語る良に対し、姉は周囲に聞こえるような大声で「あなたはここで死になさい」と答えた。この発言が刑務所長を驚かせ、1月21日、良は急遽両親に引き取られて出獄した。それから7日後の28日、青森県北津軽郡沿川村（現板柳町）の父母の家で、25歳8か月で生涯を終える。

## 碑
札幌市西区の琴似発寒川の流脈にある滝、平和の滝の入り口の横には、相沢良の顕彰碑が建立されている。
また、青森県青森市浪岡の道の駅の上にある花岡展望台の前にも、相沢良の顕彰碑がある。

## 関連人物
- 淡谷のり子 - 姉・千代の友人。歌手。
- 秋田雨雀 - 作家。
- 今官一 - 作家。
- 島木健作 - 妹・京の夫。作家。
- 津川武一 - 政治家。作家。